# Choe Gyuha

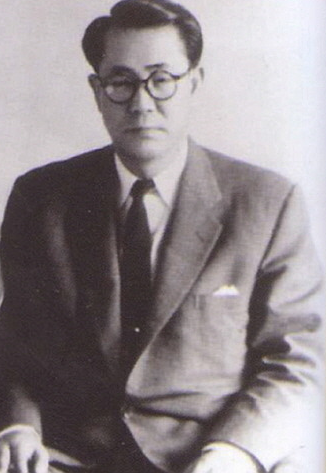
Choe Gyuha in 1953

Choe Gyuha (Wonju, 16 juli 1919 – Seoel, 22 oktober 2006) (ook wel geschreven als Choi Kyu-ha of Choi Kyu-hah) was president van Zuid-Korea (1979-1980), minister van buitenlandse zaken (1967-1971) en premier (1975-1979).
Choe studeerde tijdens de Tweede Wereldoorlog Engelse literatuur en politiek in Japan. Sinds 1946 werkte hij in een voorlopige regering in Zuid-Korea. Het grootste gedeelte van zijn carrière (1951-1971) werkte hij op het ministerie van buitenlandse zaken.
In december 1979 volgde Choe president Park Chung-hee op, nadat deze vermoord was in oktober 1979. Een dag later draaide hij een deel van de repressieve grondwet van Park terug. Het werd weer mogelijk te protesteren tegen overheidsmaatregelen, iets wat onder het leiderschap van Park bijna volledig verboden was. Hetzelfde moment werden 68 politieke gevangenen, die zich hieraan schuldig hadden gemaakt, vrijgelaten. Op 29 februari 1980 kregen diverse belangrijke leden van de oppositie, waaronder Kim Dae-jung, hun burgerrechten terug. Met deze veranderingen en toegenomen vrijheden werden werknemers en studenten militanter na jaren van repressie.
Op 12 december 1979 pleegde generaal-majoor Chun Doo-hwan met zijn bondgenoten een militaire coup. Aanvankelijk bleven de legeraanvoerders op de achtergrond en twee dagen later werd een nieuw kabinet benoemd. De economische situatie in Zuid-Korea was in de laatste jaren van Park verslechterd en een nieuwe team kreeg de vrije hand het economisch herstel te bewerkstelligen. De rente op bankleningen werd verhoogd, de olieprijzen stegen en de Zuid-Koreaanse won werd met 20% gedevalueerd. Bedrijven werden hard geraakt door deze maatregelen, maar de export nam sterk toe en dit compenseerde deels de negatieve effecten.
De stakingen van werknemers en protestacties van de studenten leidde tot toenemende druk van Chun en andere politici op Choe. Op 14 april 1980 werd Chun als hoofd aangesteld van de Koreaanse geheime dienst (KCIA), wat zijn machtspositie verder verstevigde. Op 17 mei 1980 greep Chun de macht, de leden van het kabinet werden gevraagd hun ontslag aan te bieden en de staat van beleg werd uitgeroepen. Honderden activisten werden gearresteerd, de universiteiten gesloten en de media werd streng gecensureerd.
Er volgden studentenprotesten in Seoel en Gwangju die volledig uit de hand liepen. In Gwangju resulteerde dit in een massamoord waarbij in vijf dagen tijd meer dan 200 burgers om het leven werden gebracht door militairen van Chun.
Chun werd op 1 september 1980 president van Zuid-Korea. Na de overgave van Choe leefde hij buiten de publieke belangstelling. Hij stierf op 22 oktober 2006.
Syngman Rhee · Heo Jeong (waarnemend) · Yun Bo-seon · Park Chung-hee · Choe Gyuha · Chun Doo-hwan · Roh Tae-woo · Kim Young-sam · Kim Dae-jung · Roh Moo-hyun · Goh Kun (waarnemend) · Lee Myung-bak · Park Geun-hye · Hwang Kyo-ahn (waarnemend) · Moon Jae-in · Yoon Suk-yeol